# Тріщинна тектоніка
Тріщинна тектоніка (англ. fracture tectonics, нім. Spaltentektonik f) — розділ тектоніки, яка вивчає закономірності утворення й поширення в земній корі тріщин, тобто поверхонь перерізу, що поділяють або прагнуть поділити дві частини монолітних гірських порід.